# 唐宋派
唐宋派，是明代中葉，嘉靖年間的文學流派。代表文學家有王慎中、唐順之、歸有光、茅坤。王、唐、歸三人文筆相近，崇尚義豐文實的唐宋古文，合稱嘉靖三大家。茅坤則以評選的《唐宋八大家文鈔》，確立唐宋古文八大家的地位，此外，本派名人尚有嘉靖八才子，即：王慎中、唐順之、陳束、趙時春、熊過、任瀚、李開先、呂高。
唐宋派反對前後七子的擬古主義，因為前後七子「文必秦漢，詩必盛唐」的擬古主張，使當時的文學作品漸漸流於仿古、抄襲。主張則是，作文應抒發自己最真摯的情感，雖然崇尚唐宋古文的風範，但不一味仿古，重於自抒性靈，在當時抄仿成風的文壇中，洩出一道清流。
嘉靖間，反前後七子的有王慎中、唐順之、茅坤、歸有光等，因為提倡唐宋古文，所以被稱為“唐宋派”。
王慎中：認為「學六經、史漢最得旨趣根源者，莫如韓歐曾蘇諸名家」《寄道原弟書九》，在唐宋文中，他特別推尊曾鞏，認為曾文「信乎能道其中之所欲言，而不醇不該之蔽亦已少矣」《曾南豐文粹序》 
唐順之和王慎中一樣，推尊三代兩漢文的傳統地位，也承認唐宋文的繼承發展。他的《文編》，除左傳、國語、史記等古文，也選了韓柳歐陽三蘇曾王等文章。 
茅坤：《八大家文鈔》的選評，明確表現對唐宋八家文的肯定和提倡。也影響當時「其書盛行海內，鄉里小兒無不知有茅鹿門者」《明史·茅坤傳》 
歸有光：「文章至於宋元諸名家，其力足以追數千載之上，而與之頡頏。善於即事抒情，紆徐平淡，親切動人，所謂無意於感人，而歡愉慘惻之思，溢於言表 」(王錫爵《歸公墓誌銘》)。著名作品，如《先妣事略》、《寒花葬志》、《項脊軒志》等都表現這樣的特點。